# Ван Дорн, Марике
Марике Биргитта ван Дорн (нидерл. Marieke Birgitta van Doorn, 15 июня 1960, Роттердам, Нидерланды) — нидерландская хоккеистка (хоккей на траве), полевой игрок. Олимпийская чемпионка 1984 года, бронзовый призёр летних Олимпийских игр 1988 года, двукратная чемпионка мира 1983 и 1986 годов, чемпионка Европы 1984 года.

## Биография
Марике ван Дорн родилась 15 июня 1960 года в нидерландском городе Роттердам.
Играла в хоккей на траве за ХГК из Вассенара. В его составе четырежды выиграла чемпионат Нидерландов и пять раз Кубок европейских чемпионов.
В 1984 году завоевала золотую медаль чемпионата Европы в Лилле.
В том же году вошла в состав женской сборной Нидерландов по хоккею на траве на летних Олимпийских играх в Лос-Анджелесе и завоевала золотую медаль. Играла в поле, провела 5 матчей, забила 2 мяча (по одному в ворота сборных США и ФРГ).
В 1987 году стала победителем Трофея чемпионов.в Амстелвене.
В 1988 году вошла в состав женской сборной Нидерландов по хоккею на траве на летних Олимпийских играх в Сеуле и завоевала бронзовую медаль. Играла в поле, провела 3 матча, мячей не забивала.
Дважды выигрывала золотые медали чемпионата мира — в 1983 году в Куала-Лумпуре и в 1986 году в Амстелвене.
В 1982—1988 годах провела за сборную Нидерландов 100 матчей, забила 29 мячей.
По окончании игровой карьеры работала тренером, приведя ХГК к победе в чемпионате Нидерландов. В 2007—2011 годах работала с «Викторией» из Роттердама.
Ещё во время спортивной карьеры начала заниматься медициной. В 1986 году получила докторскую степень за работу «Динамические упражнения при беременности», после чего переключилась на спортивную медицину. В 1989 году открыла спортивную клинику.
В 1992 году была врачом первой нидерландской экспедиции на Джомолунгму под руководством Роналда Нара.